# 남아라비아 전역
남아라비아 전역은 아시아에서 수에즈 운하로 향하는 선박의 중요한 중간 기착지인 항구 도시 아덴을 통제하기 위한 작은 전투였다. 대영 제국은 1914년 11월 5일 선전포고를 통해 오스만 제국에 전쟁을 선포했고, 오스만 제국은 11월 11일 자체적으로 선전포고를 하며 응수했다. 오스만 제국은 처음부터 지역 아랍 부족들과 협력하여 영국의 아덴 보호령을 침공할 계획을 세웠다. 오스만 제국은 홍해를 따라 페림섬 쪽으로 뻗어 있는 반도인 셰이크 사이드에 상당한 병력을 집결시켰다.
전쟁 시작 시점에 영국은 아덴 보호령에 영국령 인도 육군 소속의 아덴 여단이라는 병력을 주둔시켰다. 1914년 11월, 예멘에서 온 오스만 병력이 아덴을 공격했지만, 여단에 의해 격퇴되었다. 남아라비아에서의 전투는 1916년 6월 이후 사실상 중단되었지만, 마지막 오스만 병력은 1919년 3월까지 항복하지 않았다.

## 셰이크 사이드 점령
CB 수훈자 H. V. 콕스 준장 휘하의 인도 제29여단은 당시 인도에서 수에즈로 향하던 중 셰이크 사이드를 점령하고 그곳의 오스만 요새, 무기, 우물을 파괴하라는 명령을 받았다. 1914년 11월 10일, 인도 제29여단 3개 대대와 제23 시크 개척대를 수송하던 수송선들이 반도 해안에 도착했다. 이들은 순양전함 HMS 듀크 오브 에든버러의 호위를 받았으며, 수송선들이 적절한 상륙 지점을 찾는 동안 HMS 듀크 오브 에든버러는 오스만 방어선에 포격을 가했다. 처음에 선택된 지점은 날씨 때문에 불가능하다고 판명되었고, 병력은 순양함의 포격 엄호 아래 조금 떨어진 곳에 상륙해야 했다. 그들은 오스만 진지를 강습하여 퇴각하게 만들었고, 야전포를 남겨두고 도주했다. 수병들은 병력과 함께 전투에 적극적으로 참여했으며, 해군 철거반은 11월 11일 오스만 요새 파괴를 도왔다. 임무를 완수한 영국군은 재승선하여 수에즈로 향했다. 이 시점에서 내륙으로의 원정은 바람직하지 않다고 판단되었다. 그 결과, 오스만군은 아덴 보호령의 북쪽 경계에 일부 병력을 유지했다.
7개월 후 그들은 셰이크 사이드를 재점령하고 그곳에서 페림섬 북쪽 해안에 상륙을 시도했다. 이 공격은 섬 수비대인 제23 시크 개척대에 의해 성공적으로 격퇴되었다.

## 육상 전역

### 아드-다킴 전투

#### 라히즈 술탄국
1915년 7월, 북예멘에서 온 오스만군은 아덴 내륙의 국경을 넘어 라히즈로 진격했다. 라히즈는 당시 남아라비아에서 가장 중요한 도시 중 하나였고 압달리 라히즈 술탄국의 수도였다. 오아시스에 위치하며 비옥한 평원으로 둘러싸여 있고 그 너머에는 사막이 펼쳐진 이 도시는 왕령 식민지인 아덴과 그 내륙의 제후국들 사이의 무역 중심지였다. 전쟁이 시작되기 전까지 영국과 라히즈의 관계는 우호적이었고, 영국은 내륙의 특정 토지를 점령하는 대가로 술탄에게 보조금을 지급하고 술탄과 그의 농업 인민을 빈번히 습격하는 사막 부족들로부터 보호했다. 전쟁 중 선전 활동을 하던 영국 역사가 F. A. 맥켄지는 술탄에 대해 다음과 같이 썼다.

우리의 보호 아래 라히즈 술탄은 매우 번영했다. 그의 도시, 궁전, 교수대(사용하기보다 장식을 위해 지어진 것), 순수한 동양 생활, 훌륭한 말, 작은 시위 군대, 그리고 끊임없는 낙타와 대상의 왕래는 마치 천일야화에서 나온 환상 같았다. 전쟁이 발발하자 압달리 술탄은 영국에 대한 그의 충성심이 진실임을 증명했다. 다른 부족들이 우리에게 등을 돌렸을 때에도 그는 우리 편에 서서 우리를 돕기 위해 준비했다. 그는 영국에 대한 공개적이고 흔들림 없는 우정으로 인해 [오스만]과 주변의 많은 부족들에게 특별한 혐오의 대상이 되었다.

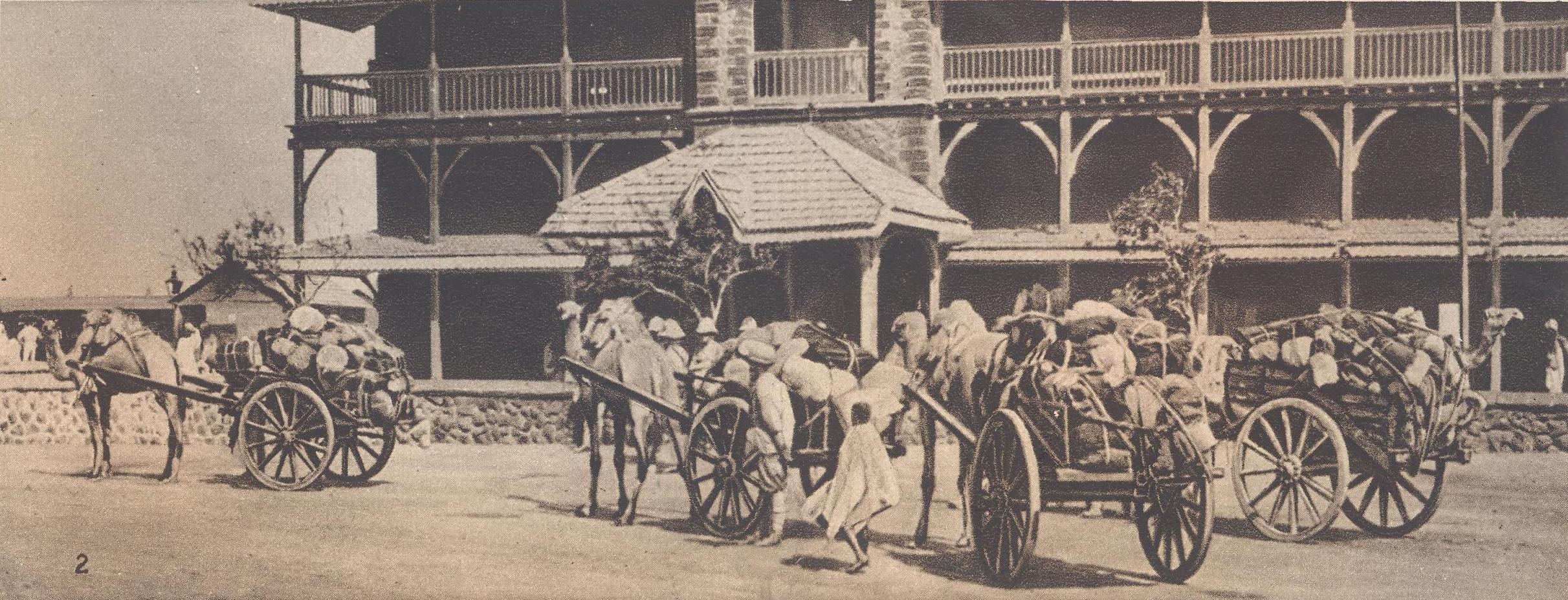
아덴의 영국군 수송선.

#### 포위
술탄은 아덴 여단을 지휘하는 D. G. L. 쇼 장군에게 오스만군이 마위야에서 자신을 공격하기 위해 진격하고 있다고 전하며 도움을 요청했다. 쇼 장군은 H. E. A. 피어슨 중령 휘하의 아덴 이동 부대를 라히즈로 보낼 것을 명령했다. 아덴 낙타 부대가 정찰을 위해 파견되었다. 이 부대는 라히즈 너머에 대규모 아랍 부족민들의 지원을 받는 강력한 오스만군을 발견했다. 낙타 부대는 라히즈로 퇴각했고, 그곳에서 이동 부대의 선봉대(소총 250명, 10파운드 포 2문)에 의해 보강되었다. 이 선봉대는 매우 힘든 조건에서 이동했다. 더위는 극심했고, 물 부족이 심각했으며, 모래 위에서의 진격은 어려웠다. 본대는 수송의 어려움과 물 부족으로 인해 너무 지연되어 라히즈에 전혀 도달하지 못했다.
술탄의 수도에 주둔한 영국군은 수천 명의 오스만군과 20문의 대포에 직면했다. 또한 수천 명의 아랍 부족민들이 오스만군을 돕기 위해 결집했다. 영국군은 라히즈 술탄의 원주민 군대 몇백 명의 지원을 받았다. 아덴 파견대의 아랍인 막료들은 가장 중요한 순간에 일제히 그들을 버리고 모든 낙타를 가져갔다. 전투는 7월 4일 일요일 저녁에 시작되었다. 오스만군은 영국군 전선에 여러 차례 공격을 가했지만, 모두 격퇴되었다. 전투 후 영국 왕립 포병대의 노력은 쇼 장군의 찬사를 받았지만, 우세한 오스만 포병은 라히즈 곳곳에 화재를 일으켰고, 영국군은 아랍 부족 기병에 의해 측면 공격을 당하고 차단될 위험에 처했다. 술탄은 많은 부하들과 함께 전사했다. 아덴 본대가 도착하지 않자 영국군은 7월 5일 세 명의 장교가 부상당한 채 철수했지만, 주된 손실은 병력보다는 위신이었다.

#### 분석
인도 정부가 발표한 아드-다킴 전투에 대한 공식 보고서에서는 "극심한 더위, 모래, 물 부족"과 "[낙타 운전사들의 탈영과 가혹한 기후 조건으로 인해 본대가 지연되고 어려움을 겪어 라히즈에서 철수해야 했다"고 강조했다. 맥켄지는 "우리는 경험 많은 여행자라면 누구나 직면할 것이라고 예상했던 어려움에 대비할 수 있는 수송 및 물 공급 계획을 세우지 않은 것 같다... 그러나 가혹한 기후, 고용된 아랍인들의 잠재적 배신, 그리고 물 부족은 모두 인도 당국이 처음부터 잘 알고 있었던 요인들이었고, 당연히 고려되었어야 했다"고 지적한다.

### 인도에서 온 증원군

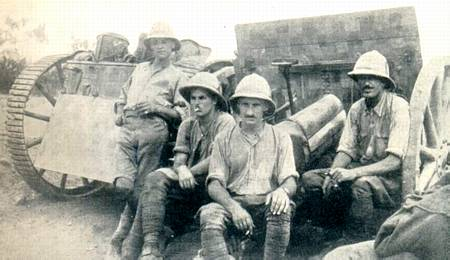

라히즈에서의 참패 후 영국군은 카우르로 후퇴했다. 오스만군은 그들을 추격하여 아덴 항구에서 내륙으로 약 2마일 떨어진 셰이크 오스만을 점령했다. 이곳은 이전에 영국 보호령 내의 라히즈 술탄국에 속했던 곳이다. 오스만군은 이 시점에서 왕령 식민지 주변을 제외한 아덴 내륙의 거의 전체를 점령했다. 그들은 셰이크 사이드를 재점령하고 라히즈를 파괴했다. 인도 총사령관 비셤프 더프 휘하의 인도 당국은 "이후의 튀르키예 승리" 이후 아덴 주둔군을 증강하기로 결정했다. 뛰어난 경력을 가진 군인인 조지 J. 영허즈번드 소장이 아덴 여단 지휘권을 승계했다.
1915년 7월 20일, 아덴 여단, 인도 제28여단, 명예 포병 중대 1/B 대대, 버크셔 포병대 1/1 대대, 그리고 국경 전투에 숙련된 군인인 A. M. S. 엘스미 중령의 지휘를 받는 인도군 공병대의 공병 및 광부 분견대가 셰이크 오스만에서 오스만군을 기습하여 완전히 격파하고 그들을 그곳에서 몰아냈다. 50~60명의 오스만 병사들이 전사하거나 부상당했고, 수백 명의 남자들, 주로 아랍 부족민들이 포로로 잡혔다. 이 성공은 다음 달에 라히즈와 셰이크 오스만 사이의 오스만 진지에 대한 소규모 부대의 공격으로 이어졌다. 오스만군은 도시에서 쫓겨났다. 다른 방향으로의 또 다른 공격도 마찬가지로 성공적이었다. 오스만군이 라히즈 자체에서 철수할 준비를 하고 있다는 보고가 아덴에 도착했고, 9월에 엘스미 대령 휘하의 부대가 와트 방향으로 출발했다. 그곳에서 그들은 8문의 대포를 가진 700명의 오스만군과 약 1000명의 아랍인들의 지원을 받는 병력을 기습했다. 오스만군은 후퇴했고, 와트는 영국군에게 함락되었으며, 이 작전에는 뉴질랜드 해군군의 순양함 HMS 필로멜이 퍼시벌 힐-톰슨 함장의 지휘 아래 해상과 육상에서 협력하여 지원했다.

### 오스만 제국의 승리 주장
오스만군과 아랍군, 영국군 사이에 일련의 소규모 교전과 소규모 전투가 이어졌고, 영국군은 대체로 성공했지만 내륙 깊숙이 지역을 점령하는 것은 불가능하다는 것을 알게 되었다. 1916년 초, 오스만군은 영국군이 아덴으로 후퇴하여 군함의 엄호 사정권 내로 들어갔고, 몇 달 동안 활동이 없었다고 주장했다. 오스만군의 주장 중 상당수는 크게 과장되었고, 일부는 완전히 거짓이었다. 1916년 2월, 국회의원 존 프레티만 뉴먼 소령은 영국 의회에서 아덴 근처 전투에 대한 정보를 요구했다. 당시 인도 국무장관이었던 오스틴 체임벌린은 최근 제기된 오스만군의 승리 주장은 1월 12일 아덴 주둔군의 정찰 부대와 셰이크 오스만 인근 오스만군 사이에 발생한 교전에 근거한 것으로 보인다고 답변했다. 우리 측의 손실은 영국 장교 1명과 인도 병사 35명이 전사했고, 영국인 4명과 인도 병사 35명이 부상당했다. 적군의 손실은 약 200명의 전사자와 부상자가 발생하여 심각했다. 영국군은 전멸하거나 패배하지 않았고, 작전의 목적이 달성되자 철수했다고 체임벌린은 말했다.
그 후 오스만군은 셰이크 오스만과 비르 아흐마드 주변에서 벌어진 추가적인 격렬한 전투에서 상당한 승리를 거두었다고 공식적으로 주장했다. 이것은 순전히 허구였다. 1916년 1월, 아덴 이동 부대는 아덴 보호령 동쪽에 있는 친영 병력을 압박하기 위해 파견된 오스만군으로부터 이들을 보호하기 위해 출동했다. 이 부대는 수바르 근처에서 오스만군을 찾아 격파했다. 그러나 전반적인 상황이 만족스럽지 못하여 1916년 4월, 인도 정부의 제안에 따라 인도 총사령관의 허가 없이는 여성들이 아덴에 상륙할 수 없도록 결정되었다.

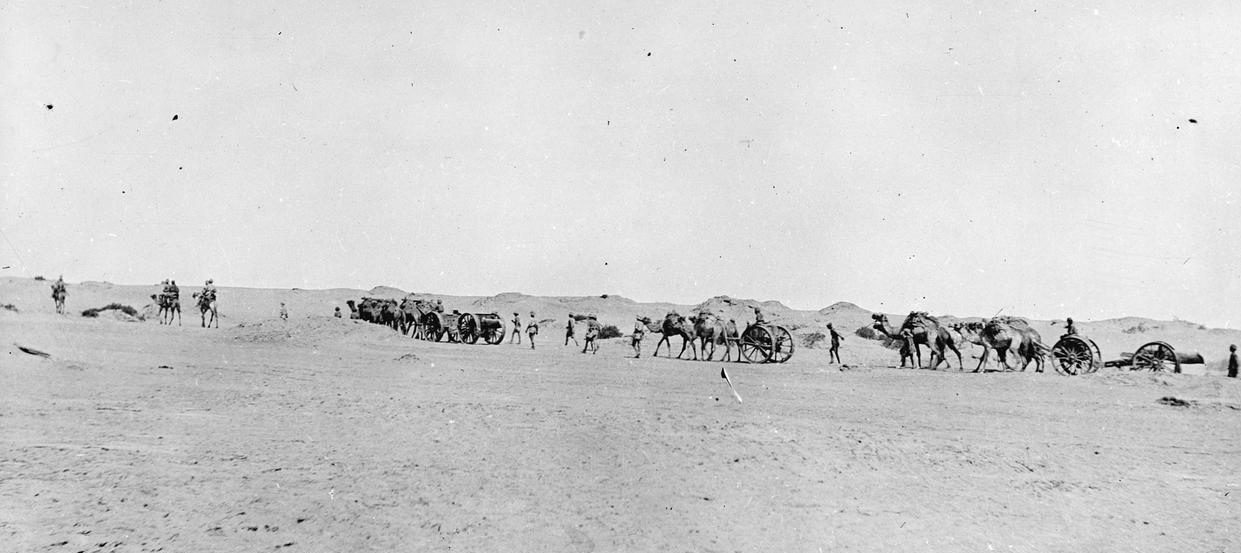

### 교착 상태
1916년 여름 헤자즈에서 영국이 후원한 아랍 반란이 발생하면서 오스만군의 관심은 아덴에서 멀어졌다. 남아 있던 오스만군은 방어 태세로 전환했고, 영국군은 아덴 주변에 11마일 길이의 방어선을 구축했다. 그들은 내륙의 잃어버린 영토를 재확보하려고 시도하지 않았고, 1916년 이후 영국군과의 큰 전투는 없었다.
1915년 10월, 아흘 하이다라 만수르는 영국 종속국인 파들리 술탄국에 대항하여 오스만 제국 편에 섰다. 부족민들은 남아라비아 오스만 사령관인 사이드 베이에게 소 제물을 가져와 지지를 요청하며 파들리에게 학대받았다고 진술했다. 사이드는 부족민들에게 파들리 술탄국의 무역로를 습격하라고 조언했고, 나중에 그들의 불만을 해결해 주겠다고 약속했다. 아흘 하이다라 만수르와 파들리 사이의 휴전은 1916년 3월 10일까지 체결되었다.

### 전역의 종결
1918년 10월 30일, 오스만 제국은 무드로스 휴전 협정에 서명하며 아나톨리아 외부의 모든 수비대를 항복시키기로 동의했다. 그러나 이 휴전 협정은 예멘 주둔 오스만군에게 즉시 효력을 발휘하지 못했는데, 일부 지휘관들이 처음에는 항복을 거부했기 때문이다.
- 일부 오스만 관리들(마흐무드 나딤 오스만 총독 등)은 영국에 항복하면 이 지역에서 영국의 정치적 입지가 강화될 것을 우려하여 항복을 거부하고, 대신 예멘 무타와킬 왕국을 수립하던 이맘 야햐와 손을 잡는 것을 선호했다.[7]
- 이와는 대조적으로, 다른 오스만 관리들(타이즈 주둔 병력을 지휘하던 이스마일 에펜디 등)은 영국군이 없는 상태에서 무기를 내려놓는 것을 거부했는데, 이는 이맘 야햐의 입지를 강화할 것이기 때문이었다.[8]
  - 여기에는 12명의 지역 셰이크들도 포함되었는데, 이들은 영국 주권 아래 놓이기를 원했다. 이는 그들이 봉급을 받으면서도 자신의 영토 내에서 독립을 유지할 수 있게 해줄 것이기 때문이었고, 이맘은 그들에게 십일조를 내게 할 것이었기 때문이다.[8]
- 아시르의 일부 오스만 관리들은 여전히 빚을 갚지 못했고 항복하기 전에 10만 파운드를 요구했다.[9] 이 병력들은 영국과 아시르 이드리스 토후국이 요구된 돈을 제공한 후 알 루하이아 (1919년 1월 10일),[9] 알 후다이다 (1월 16일까지)[10] 그리고 셰이크 사이드 (1월 19일)[9]에서 항복했으며, 2월 7일 카마란섬에서 수에즈로 향하는 배에 승선했다.[9]
- 바질과 쿠흐라의 셰이크 엘리아스 베이는 1919년 1월 13일 알 후다이다에 도착한 콘스탄티노플 출신 오스만 특사와 상의한 후에야 항복했고, 정치 상황을 설명했다.[10]
- 아즈 자이디야의 병력을 지휘하던 갈리브 베이 대령은 오스만군이 실제로 휴전 협정을 체결했다고 믿지 않았고, 예멘 총사령관 마흐무드 테우피크 파샤의 항복 명령을 따르기를 거부하며 대신 죽을 때까지 싸우기로 결정했다.[11] 아즈 자이디야는 1919년 3월 아시르 이드리스 토후국에 함락되었다.[12]

1918년 12월 15일, 영국은 신속한 군사 작전으로 오스만군으로부터 라히즈를 탈환했다. 1919년 2월 14일까지, 예멘에는 모든 계급의 오스만군 3,100명이 활동 중이었다. 3월 31일까지 예멘의 모든 오스만군이 항복했고, 예멘 총사령관 마흐무드 테우피크 파샤는 아덴에 있었다.

## 해상 전역

### 전시 남아라비아 항구의 활용
1914년 10월 18일, 뉴질랜드 원정군을 태운 10척의 병력 수송선 호송대가 웰링턴에서 일본 제국 순양전함 이부키의 호위를 받으며 출발했다. 이들은 제1차 호주 제국군을 태운 28척의 선박 그룹과 합류했으며, 이부키와 호주 순양함 HMAS 시드니를 포함한 전체 호송대는 일본 방호순양함 지쿠마가 순찰 중이던 바다를 건넜다. 시드니는 항로를 이탈하여 코코스 해전에 참여했지만, 나머지 호송대는 10월 25일 아덴에 도착했다.
1914년 11월 9일, 헬무트 폰 뮈케 중위 휘하의 5명의 장교, 1명의 외과의사, 47명의 하사관 및 병사로 구성된 소규모 상륙 부대는 코코스 해전 중 자신들의 함선인 SMS 엠덴에서 분리되었고, 아예샤호를 네덜란드령 수마트라 서해안의 파당 항구로 조종했다. 그곳에서 폰 뮈케는 독일 화물선 초이싱과의 만남을 주선했고, 초이싱은 그와 그의 부하들을 예멘의 오스만 도시 호데이다로 수송했다. 아라비아 반도에 도착한 후, 폰 뮈케와 그의 부하들은 현지 튀르키예 관리들의 도움을 받아 독일로 돌아가는 데 몇 달간 지연을 겪었다. 결국 그는 부하들을 이끌고 홍해 동해안을 따라 지다로 해상 항해를 하기로 결정했다. 궁극적으로, 폰 뮈케와 그의 부하 48명은 베를린으로 돌아갔다.
1916년 6월 반란군 아랍인들이 지다 항구를 공격했을 때, 그들은 아덴에 기지를 둔 수상기 모함 HMS 벤미크리의 지원을 받았다.

### 카마란 점령
1915년 2월 17일, 아덴 주둔 영국인 책임자 윌리엄 크로퍼드 월튼 준장은 인도 정부에 지다에서 예멘 오스만 사령부로 전보, 우편물, 돈을 실은 다우선이 도착했으며 이를 막아야 한다고 전신을 보냈다. 그는 RMS 엠프레스 오브 러시아, RMS 엠프레스 오브 아시아, HMS 민토의 병력 200명으로 카마란을 점령할 것을 제안했다. 이는 영국 해군본부, 포트사이드 주둔 총사령관(카마란을 "소형 선박의 해군 기지"로 사용하기를 원함), 그리고 인도 사무소의 지지를 받았고, 인도 사무소는 인도 부왕에게 필요한 명령을 내리도록 통보했다. 부왕은 현지 주민들이 "동의할 것 같지 않고", 점령이 "이드리시를 경악시킬 수 있으며", 무슬림들에게 오해를 살 가능성이 있고, 튀르키예군이 진격하는 바로 그 순간에 아덴의 방어력을 약화시킬 것이라고 우려하며 주저했다. 3월 3일 인도 사무소는 명령을 철회했지만, 전쟁 발발 시 이탈리아령 에리트레아의 마사와에 고립된 일부 독일인들이 바다를 건너 아라비아로 항해를 시도하고 있다는 정보가 입수되자 책임자는 200명 증원 요청을 갱신했다(3월 7일). 부왕은 다시 거부했다(3월 11일).

## 더 읽어보기
- 비드웰, 로빈 L. "1915-1918년 아덴에 대한 튀르키예의 공격", 아라비아 연구, 6 (1982), 171–94.
- 브루스, 앤서니. 최후의 십자군: 제1차 세계 대전 팔레스타인 전역. 런던: 머레이, 2002.
- 코넬리, 마크. "1914–1918년 아덴에서의 영국 캠페인". 제1차 세계 대전 연구 센터 저널, 2:1 (2005) 65–96.
- 파른데일, 마틴 장군 (1988). 《잊혀진 전선과 본국 기지, 1914–18》. 왕립 포병대 역사. 울리치: 왕립 포병 협회. ISBN 1-870114-05-1.
- 퀸, 토마스. "식민지 오스만주의의 형성 및 재형성: 1872-1919년 오스만 예멘에서의 차이와 통합의 경계 다툼." 남아시아, 아프리카 및 중동 비교 연구, 27:2 (2007), 315–31.
- 메흐라, R. N. 아덴과 예멘, 1905-1919. 델리: 아그램 프라카샨, 1988.
- 워커, G. 구울드. 대전쟁의 명예 포병 중대 1914–1919. 런던: 시리, 서비스 & Co. Ltd., 1930.